# Gustaf Adolf Wanner
Gustaf Adolf Wanner (* 31. Januar 1911 in Beggingen; † 14. September 1984) war ein Schweizer Historiker und Journalist.

## Leben

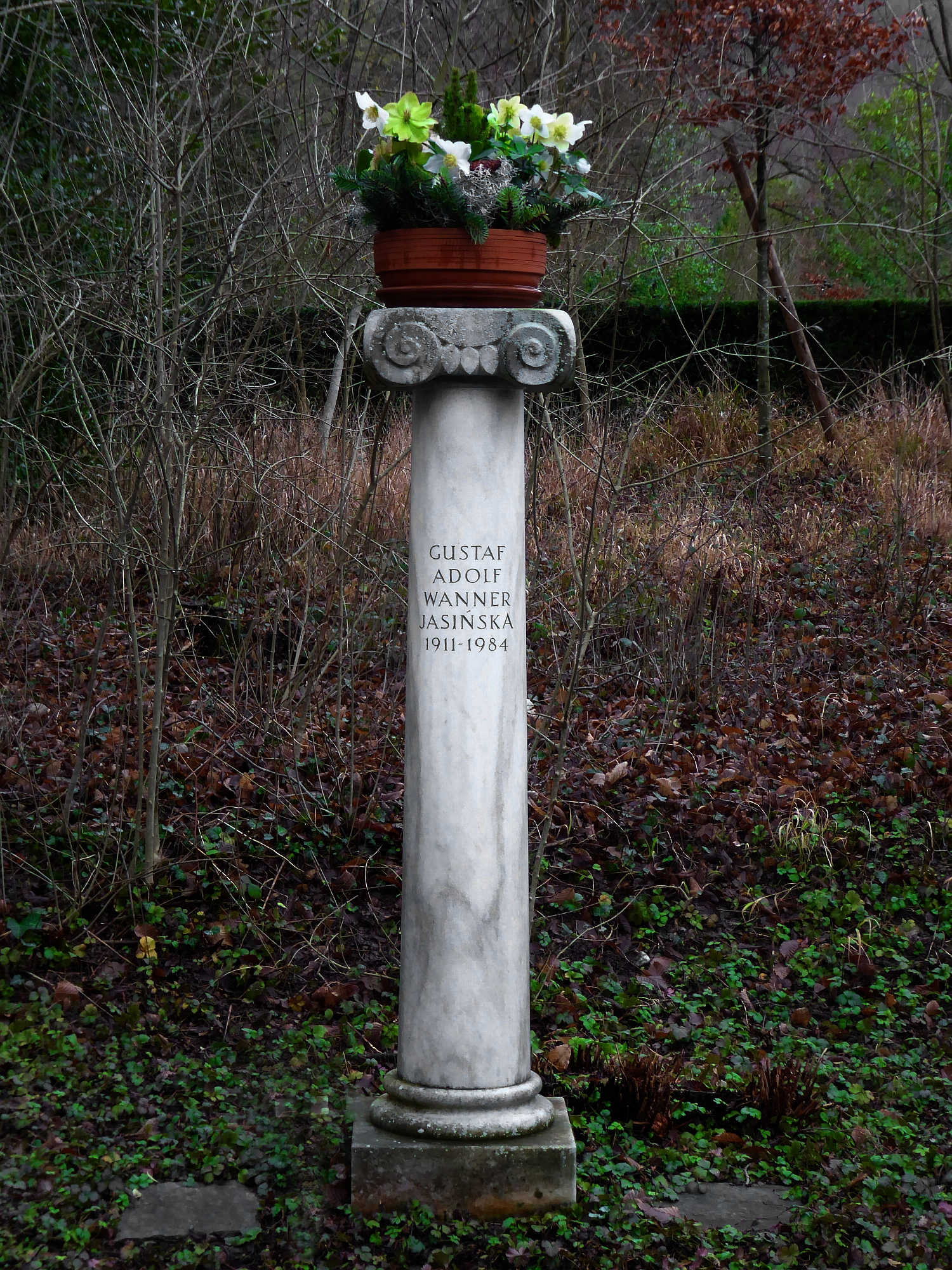
Grab auf dem Friedhof am Hörnli, Riehen, Basel-Stadt

Wanner promovierte zum Dr. phil. und arbeitete von 1935 bis 1945 und von 1962 bis 1976 als Stadtredaktor bei den Basler Nachrichten. Ab 1976 schrieb er bis zu seinem Tod für die Basler Zeitung, die aus der Fusion der Basler Nachrichten mit der National-Zeitung hervorgegangen war. Daneben veröffentlichte er mehrere Bücher zur Basler Geschichte, darunter eine Biografie über Christoph Merian. Wanner, auch G.A.W. genannt, galt als «grosser Kenner» sowie als «populärster Chronist» der Stadt Basel. Beachtung wurde namentlich seinen in der Tagespresse veröffentlichten Geschichten von Altstadthäusern und zu Denkmälern zuteil, die auszugsweise  auch in Buchform erschienen sind.
Von 1949 bis 1958 war Wanner Konsul Dänemarks und Schwedens in Basel. Finnland vertrat er als Konsul von 1965 bis zu seinem Tod. 1977 zeichnete ihn die Basler Johann-Wolfgang-von-Goethe-Stiftung mit dem Oberrheinischen Kulturpreis aus.

## Schriften (Auswahl)
- Geschichte des Dorfes Beggingen. Ein Beitrag zur Geschichte des Wandels ländlicher Besitzverhältnisse, Basel 1939 (Dissertation)
- Christoph Merian. 1800–1858, Basel 1958
- Die Basler Handels-Gesellschaft AG. 1859–1959, Basel 1959
- Hundertfünfzig Jahre Danzas 1815–1965, Basel 1965 (mit Nicolas Passavant)
- Das Deutschritterhaus in Basel, Basel 1965
- Rund um Basels Denkmäler, Basel 1975
- Zunftkraft und Zunftstolz. 750 Jahre Basler Zünfte und Gesellschaften, Basel 1976
- Berühmte Gäste in Basel, Basel 1981
- Die Holzach. Geschichte einer alten Schweizer Familie, Basel, Frankfurt a. M. 1982
- Häuser – Menschen – Schicksale, 3 Bände, Basel 1985–1988